# فیرلی (کنتاکی)
فیرلی (به انگلیسی: Farley) یک منطقهٔ مسکونی در ایالات متحده آمریکا است که در کنتاکی واقع شده‌است. فیرلی ۱۵٫۴ کیلومتر مربع مساحت و ۴٬۹۳۷ نفر جمعیت دارد.